# Anthicus insularis
Anthicus insularis är en skalbaggsart som beskrevs av Werner 1965. Anthicus insularis ingår i släktet Anthicus och familjen kvickbaggar. Inga underarter finns listade i Catalogue of Life.